# Darwin-díj – Halni tudni kell!
A Darwin-díj – Halni tudni kell! (eredeti cím: The Darwin Awards)  2006-ban bemutatott romantikus, morbid vígjáték. Főszereplők Joseph Fiennes és Winona Ryder.
A film a valóban létező Darwin-díj néhány ismert esetét dolgozza fel. A díjat az 1970-es évek végén hozták létre, és azokat díjazzák vele, „akik a legidiótább módon halnak meg”.
Ez volt Chris Penn utolsó filmje, aki 2006. január 24-én halt meg, a film bemutatója előtt egy nappal.

## Cselekmény
|  | Alább a cselekmény részletei következnek! |

Michael Burrows (Joseph Fiennes), a San Franciscó-i rendőrség kriminálpszichológusa, aki a bűnözők személyiségi profilját állítja össze. Munkájában hátráltatja, hogy ha vért lát, elájul. Egy sorozatgyilkost sikerül elfognia az utcán, de a bűnöző a nyomozó gyengeségét kihasználva kereket old. Emiatt Michael Burrowst elbocsátják az állásából.
Feltűnik neki, hogy a biztosítótársaságok nem foglalkoznak eléggé azokkal a különös halálesetekkel, amik többnyire az alany saját hülyesége miatt következnek be, és amik tisztázásával Michael becslése szerint évente 22 millió dollárt lehetne megtakarítani. Michael elképzelése szerint ezek a különös, többnyire erőszakos halállal végződő balesetek elszenvedő alanyainak és egyben elkövetőinek viselkedése megjósolható a személyiségjegyeik alapján, így a baleset okait, körülményeit tisztázni lehet.
Jelentkezik egy biztosító cégnél, ahol miután sikeres villámelemzést végez a felvételt végző menedzser személyiségén, egy tízéves gyakorlattal rendelkező biztosítási nyomozó mellé rendelik (Winona Ryder), és egy hónapos próbaidőre alkalmazzák, hogy bebizonyítsa elmélete gyakorlati használhatóságát.
Még a rendőrségi munkája idején egy egyetemista operatőr akaszkodik rá, aki dokumentumfilmet akar készíteni a mindennapjairól, és ezt kullancs módjára meg is teszi. A filmes egyik szabálya az, hogy ő nem avatkozik be a szereplő életébe (még akkor sem, ha az életveszélyben van, vagy másképpen segítségre szorul).
Keresztül-kasul beutazzák az országot, és Michael a legkülönösebb ügyeket is felgöngyölíti kérlelhetetlen logikájával.
Az egyik ügy egy drága terepjáró kártérítése, ami egy jeges tóba zuhant. Michael rájön, hogy a tulajdonos és haverja horgászni akartak, és a lék létrehozásához lyukfúrás helyett dinamitot akartak használni, amit a tulaj eldobott, de kutyája visszahozta és az autó alá húzódott vele, ahol a dinamit felrobbant az autóval együtt.
Egy másik ügyben egy férfi szőrén-szálán eltűnt a rozoga kocsijával együtt, pedig csak autókázni indult a barátnője szerint. Egy helyen az országúton 3,2 km hosszúságban egybefüggő féknyomot vesznek észre. Michael kideríti, hogy a férfi valami olyan dolgot akart csinálni, amire barátnője büszke lenne, ezért autójára egy repülőgép-hajtóművet szerelt, ami több száz km/h sebességre gyorsította a kocsit. Egy helyen összeütközött volna egy szembejövő autóval, ezért félrerántotta a kormányt, felrepült a levegőbe és a hegyoldalban felrobbant. A kocsiból csak apró fémdarabkák maradtak meg.
Michaelt azonban továbbra is foglalkoztatja az eredeti ügy, a sorozatgyilkos esete, aki még mindig szabadlábon van. Mivel az operatőr már akkor is a nyakán lógott, Michael a filmet elemezve észreveszi a bűnöző kabátzsebében lévő könyvet, aminek kikövetkezteti a címét és ezen elindulva megtalálja a bűnöző lakhelyét. Rövid dulakodás után mindketten lezuhannak az emeletről, majd a bűnözőre egy súlyos épületdísz esik. Michaelnek sikerül odébb gurulnia.
|  | Itt a vége a cselekmény részletezésének! |

## Szereplők
| Szerep                       | Színész             | Szinkronhang       |
| ---------------------------- | ------------------- | ------------------ |
| Michael Burrows              | Joseph Fiennes      | Viczián Ottó       |
| Siri Taylor                  | Winona Ryder        | Zsigmond Tamara    |
| Harvey                       | David Arquette      | Stohl András       |
| Emile                        | Ty Burrell          | Seder Gábor        |
| Mentő                        | Josh Charles        |                    |
| Biztosítótársaság igazgatója | Kevin Dunn          | Németh Gábor       |
| Mrs. Pearlman                | Nora Dunn           | Keönch Anna        |
| Simon                        | Judah Friedlander   | Sótonyi Gábor      |
| Farley                       | Lukas Haas          | Simonyi Balázs     |
| Henry                        | Tom Hollander       | Varga Gábor        |
| Stan                         | Brad Hunt           | Karácsonyi Zoltán  |
| Joleen                       | Juliette Lewis      | Kisfalvi Krisztina |
| Carla                        | Julianna Margulies  | Németh Kriszta     |
| Tettes                       | Tim Blake Nelson    | Bicskey Lukács     |
| Aligazgató                   | Alessandro Nivola   |                    |
| Tom                          | Chris Penn          | Kerekes József     |
| Bob                          | Max Perlich         | Magyar Attila      |
| Maguire nyomozó              | D.B. Sweeney        | Kapácsy Miklós     |
| Zoe                          | Robin Tunney        | Pap Katalin        |
| Dokumentumfilmes             | Wilmer Valderrama   | Hamvas Dániel      |
| Nyomozó                      | Adonal Foyle        |                    |
| Nyomozó                      | Tom Wright          | Bolla Róbert       |
| Adam                         | Adam Savage         |                    |
| Katonasrác                   | Jamie Hyneman       |                    |
| Mr. Pearlman                 | Richmond Arquette   |                    |
| Mr. Harris                   | Mickey Breitenstein |                    |
| Gépjármű-kereskedő           | George Maguire      | Kajtár Róbert      |

## Bemutató és fogadtatás
A film DVD-n 2007. július 31-én jelent meg.
A filmkritikusok véleményét összegző Rotten Tomatoes %-ra értékelte  vélemény alapján.

## Fordítás
Ez a szócikk részben vagy egészben  a   The Darwin Awards (film) című angol Wikipédia-szócikk fordításán alapul.  Az eredeti cikk szerkesztőit annak laptörténete sorolja fel. Ez a jelzés csupán a megfogalmazás eredetét és a szerzői jogokat jelzi, nem szolgál a cikkben szereplő információk forrásmegjelöléseként.

## Kapcsolódó szócikk
- Darwin-díj